# International Parliamentarians for West Papua

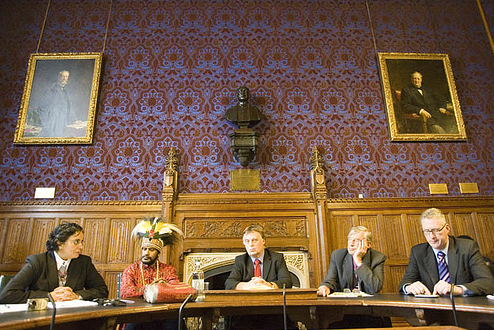
Einfphrungsveranstaltung der IPWP im House Of Parliament, London, Oktober 2008.

Die International Parliamentarians for West Papua (IPWP, dt.: „Internationale Parlamentarier für Westneuguinea“) sind eine parteiübergreifende politische Gruppierung aus aller Welt, die sich für das Selbstbestimmungsrecht der Bevölkerung der indonesischen Region Westpapua im Zusammenhang mit dem Papuakonflikt einsetzen.

## Geschichte
IPWP wurde am 15. Oktober 2008 im House of Parliament in London (Vereinigtes Königreich) vorgestellt. Zu den Einführungs-Rednern gehörten Melinda Janki (guyanische Anwältin für internationale Menschenrechte), der Abgeordnete Andrew Smith (UK), Lord  Richard Harries (UK), der Abgeordnete Lembit Öpik (UK), Lord Avebury (UK), Benny Wenda (Westpapua), der Abgeordnete Powes Parkop (Papua-Neuguinea), die Abgeordnete Moana Carcasses Kalosil (Vanuatu) und Carmel Budiarjo (TAPOL, UK).
Es wurden weitere Veranstaltungen der IPWP in Port Moresby, Papua-Neuguinea unter Leitung von Powes Parkop im September 2009, und im Europäischen Parlament in Brüssel, Belgien unter Leitung von Caroline Lucas MEP im Januar 2010 durchgeführt.
IPWP wurde vom im Exil lebenden westpapuanischen Unabhängigkeitsaktivisten Benny Wenda begründet, und wird von dem britischen Abgordneten der Labour Party Andrew Smith und Lord Harries geleitet. Smith ist auch der Vorsitzende der All Party Parliamentary Group for West Papua. Ziel der IPWP ist es internationale parlamentarische Unterstützung und ein Bewusstsein für die West-Papua-Unabhängigkeitsbewegung zu schaffen. Vorbild der IPWP ist eine ähnliche Gruppe, die die Unabhängigkeitsbewegung Osttimors mit anführte.
2009 umfasste die IPWP fünfzig Parlamentarier aus Ländern wie Papua-Neuguinea, Australien, Schweden, Neuseeland, Vanuatu, der Tschechischen Republik und dem Vereinigten Königreich. Im Februar 2012 distanzierte sich die australische Regierung offiziell von einem IPWP-Treffen in Canberra und erklärte, sie sei weiterhin „voll und ganz der territorialen Integrität und nationalen Einheit Indonesiens verpflichtet“. 2020 zählten etwa 80 Parlamentarier aus Ländern auf fünf Kontinenten zu den Unterzeichnern.

## International Lawyers for West Papua
Es wurden außerdem Pläne zur Gründung einer weiteren Organisation namens „International Lawyers for West Papua“ (ILWP) angekündigt. Diese soll gemeinsam mit der IPWP die juristische Unterstützung für die Selbstbestimmung Westpapuas entwickeln und koordinieren. Die Gründung erfolgte im April 2009 in Guyana, Südamerika. Seit 2009 berät die ILWP die Selbstbestimmungsbewegung Westpapuas rechtlich, darunter auch die United Liberation Movement for West Papua (ULMWP, Vereinigte Befreiungsbewegung für Westpapua).